# Cieśle (przystanek kolejowy)
Cieśle – przystanek kolejowy w Cieślach, w województwie dolnośląskim, w Polsce. Znajduje się na linii 181. Herby Nowe – Oleśnica.